# تغير معادل

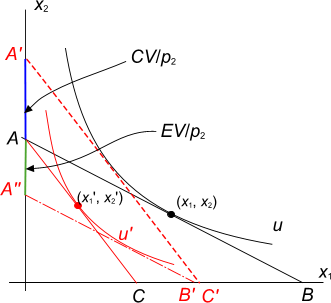

التغير المعادل (بالإنجليزية: Equivalent variation)‏ المعروف اختصاراً بـ EV، هو مقياس للتغيرات في الرفاهية الاقتصادية المرتبطة بالتغيرات في الأسعار. ويُنسب إلى جون هيكس في 1939.
يعتبر مبلغ المال الذي يقبل الفرد بالتخلي عنه لفائدة مثل انخفاض السعر، أو مقدار الدخل الذي سيدفع لتجنب ضرر مثل زيادة الأسعار. المال المطلوب ليحتفظ الفرد بوضعه حيال التغيير الاقتصادي.
وللحصول على قيمة التغير المعادل نسبة إلى الإنفاق، فإنه يُعمل بالتالي:
{\displaystyle EV=e(p_{0},u_{1})-e(p_{0},u_{0})}
{\displaystyle =e(p_{0},u_{1})-w}
{\displaystyle =e(p_{0},u_{1})-e(p_{1},u_{1})}
حيث أن {\displaystyle w} هو مستوى الثروة، {\displaystyle p_{0}} و{\displaystyle p_{1}} هما الأسعار القديمة والجديدة على التوالي، و{\displaystyle u_{0}} و{\displaystyle u_{1}} هي مستويات الفائدة القديمة والجديدة على التوالي.